# Ерік Гультен
Оскар Ерік Гуннар Гультен (швед. Oskar Eric Gunnar Hultén; 1894–1981) — шведський ботанік та дослідник Арктики.

## Біографія
Ерік Гультен народився 18 березня 1894 року у парафії Галла на території ландскапу Седерманланд в родині священика Аугуста Гультена. З 1913 року навчався у Стокгольмському університеті, де у 1931 році отримав ступінь ліценціата філософії. З 1920 року Гультен брав участь в шведських наукових експедиціях по Арктиці, Сибіру та Камчатці. У 1927–1930 роках вийшла книга Гультена, присвячена флорі Камчатки та навколишніх островів.
З 1931 року Гультен працював куратором у Лундському університеті. У 1932 році Ерік прибув на Аляску та став вивчати місцеву флору. За результатами своїх досліджень він у 1937 році видав монографію флори Алеутських островів, істотно розширену і перевидану у 1960 році.
У 1945 році Ерік Гультен був призначений професором та директором департаменту ботаніки Стокгольмського королівського музею. У 1950–1951 він був директором всього Музею.
У 1953 році він був обраний членом Шведської королівської академії наук (під номером 977).
У 1960-х роках він на запрошення Арктичного інституту США знову подорожував по Алясці, у 1968 році видав монографію флори цього регіону.
У 1973 році Ерік видав автобіографію зі спогадами про юність, про подорожі по Камчатці.
У 1975 році Гультен був обраний почесним членом Ботанічного конгресу у Ленінграді.
Він був батьком відомого професора мистецтвознавства та колекціонер творів мистецтва Понтуса Гультена.
Ерік Гультен помер 1 лютого 1981 року.

## Окремі наукові публікації
- Hultén, E. (1927–1930). Flora of Kamchatka and the adjacent islands. 4 vols.
- Hultén, E. (1937). Flora of the Aleutian islands. 397 p., 16 pl., 477 maps
- Hultén, E. (1941–1950). Flora of Alaska and Yukon. 10 parts
- Hultén, E. (1968). Flora of Alaska and neighboring territories. 1008 p., 960 fig.

## Деякі види, названі на честь Е. Гультена[2]
- ×Agroelymus hultenii Melderis, 1968
- Artemisia hulteniana Vorosch., 1984, nom. nov.
- Carex hultenii Aspl., 1954
- Erigeron hultenii Spongberg, 1973
- Leucanthemum hultenii Á.Löve & D.Löve, 1961
- Ligusticum hultenii Fernald, 1930
- Polemonium hultenii H.Hara, 1948
- Rumex hultenii Tzvelev, 1987
- Saussurea hultenii Lipsch., 1972
- Sedum hultenii Fröd., 1936